# (11634) 1996 XU30
1996 أكس يو 30 (ويعرف أيضًا باسم (11634) 1996 أكس يو 30 وفق تسمية الكوكب الصغير) (بالإنجليزية: 1996 XU30)‏ هو كويكب ضمن حزام الكويكبات؛ وترتيبه 11634 من حيث الاكتشاف.
اكتُشف هذا الجُرم الفلكي بواسطة تاكيشي أوراتا ‏ في 12 ديسمبر 1996.

## وصلات خارجية
- (11634) 1996 XU30 في قاعدة بيانات مختبر الدفع النفاث لأجرام النظام الشمسي الصغيرة

- الاكتشاف · مخطط المدار ·  العناصر المدارية · المعلمات المادية

- (11634) 1996 XU30 على موقع ويكي سكاي: DSS2, SDSS, GALEX, IRAS, Hydrogen α, X-Ray, Astrophoto, Sky Map, Articles and images